# Исадор Перлман
Исадор Перлман (12. април 1915 — 3. август 1991) је био амерички нуклеарни хемичар познат по истраживању распада алфа честица.     Национална академија наука назвала је Перлмана „светским лидером у систематици алфа распадања“. 
Такође је био признат по истраживању нуклеарне структуре тешких елемената,   по изолацији Куријума,   као и по фисији тантала, бизмута, олова, талијума и платине .  Перлман је открио употребу радиоактивног јода и фосфора у медицинске сврхе.  Играо је кључну улогу у производњи плутонијума у пројекту Менхетн. 

## Анализа неутронске активације
Био је и врхунски стручњак у области археометрије. Он је био пионир високо прецизних метода анализе неутронске активације у Лабораторији Лоренс Беркли у САД. Анализа неутронске активације помаже да се утврди порекло древне грнчарије и других артефаката кроз анализу глине од које су направљени. У пројекту му је помогао још један познати научник Френк Асаро. Керамика из другог миленијума пре нове ере позната као кипарска бихромна посуда била је један од првих археолошких пројеката које су Перлман и Асаро предузели.

## Признања
Перлман је био члан Националне академије наука,   члан Америчке академије наука и уметности,  члан Данске краљевске академије,  председник Одељења за һемију Универзитет Калифорније, Беркли,  шеф Одсека за нуклеарну һемију и помоћник директора Лабораторије за зрачење Лоренс. 

## Наслеђе
Године 2006. Перлманов бивши студент и сарадник Френк Асаро пренео је архиву њиховог рада у Националној лабораторији Лоренс Беркли у Реакторски центар Универзитета у Мисурију са захтевом да транскрибују ове податке и поделе их са научном заједницом. После више од једне деценије, Матхев Т. Боулангер израдио је (скоро) свеобухватну архиву радова Асара, Перлмана и Мичела о геохемији археолошкиһ и геолошких узорака.  Ова архива је достављена научној заједници преко Дигиталних археолошких записа (тДАР) . Знање и искуства стечена кроз рад са овим записима коришћени су за препоруку најбољим савременим лабораторијама које производе сличне податке како би се осигурало да они остану корисни у будућности.  

## Запажене награде
- 1939 Розенбергова стипендија [2]
- 1940 Истраживачка стипендија Упџон [2]
- 1952. Награда Калифорнијске секције, Америчко хемијско друштво [2]
- 1955 Гугенхајмов стипендиста [2]
- 1960. Награда Ернест О. Лоренц, Комисија за атомску енергију [2]
- 1963 Гугенхајмов стипендиста [2]
- 1964. награда Америчког хемијског друштва за нуклеарне примене у хемији [2]

## Хронологија
- 12. априла 1915. рођен у Милвокију, Висконсин
- 1936: БС, Универзитет Калифорније, Беркли ( хемија )
- 1940: докторирао, Универзитет Калифорније, Беркли ( физиологија )
- 1936–1937: Парафин Цомпани, Инц., Контролни һемичар
- 1940–1941: Универзитет Калифорније, Беркли, стипендиста Упџон
- 1942–1943: Менхетн пројекат, Чикашка металуршка лабораторија, истраживач
- 1943–1944: Пројекат Менхетн, лабораторија Оак Риџ Клинтон, виши хемичар
- 1944–1945: Менхетн пројекат, Ханфорд Енџиниринг Воркс (ГЕ), виши хемичар
- 1945–1974: Универзитет Калифорније, Беркли, ванредни професор професора хемије
- 1963: изабран у Националну академију наука
- 1974–1988: хебрејски универзитет, професор археологије и хемије
- 1988–1991: Национална лабораторија Лоренса Берклија, истраживач
- 3. августа 1991. умро у Лос Аламитосу у Калифорнији